# Frederike van Balen-Klaar
Frederike Swaantje van Balen-Klaar (Den Haag, 30 april 1861 - Laag-Keppel, 5 februari 1952) was een Nederlands onderwijzer en feminist.

## Jeugd en huwelijk
Frederike Klaar werd geboren als oudste van vier kinderen van de ambtenaar Wilhelmus Julius Klaar en Aleida van Oort. In 1870 werd haar vader burgemeester van Maasdam, maar moest zijn loopbaan later opgeven omdat hij nagenoeg blind was. Haar moeder overleed toen Frederike 10 was aan tbc. Voor Klaar waren er na de plaatselijke school geen mogelijkheden om door te leren, en ze kwam op haar twaalfde als eerste voor een klas te staan. In 1876 verhuisde ze naar Middelburg, waar ze wel verder kon leren; ze doorliep de plaatselijke normaalschool en begon in 1880 als onderwijzeres. In 1883 trouwde Klaar met Christiaan van Balen, die het hoofd van de dorpsschool in De Mijl werd. Ze kregen vier kinderen, van wie de eerste jong overleed. Klaar stopte na haar huwelijk als onderwijzeres.

## Vrouwenkiesrecht
Het echtpaar Van Balen-Klaar verhuisde naar Zutphen toen Christiaan daar hoofdredacteur van de plaatselijke krant werd. Frederike raakte hier betrokken bij de plaatselijke vrouwenkiesrechtbeweging; ze was van 1898 tot 1907 voorzitter van de plaatselijke afdeling van de Vereeniging voor Vrouwenkiesrecht. Ook richtte ze een zogenaamde kinderbewaarplaats, voorloper van de crèche, op voor buitenshuis werkende vrouwen. In 1907 zetten haar kiesrechtactiviteiten zich door in Den Haag; Christiaan was daar hoofdredacteur van Het Vaderland geworden, en Frederike werd lid van het landelijk bestuur van de VVVK. Aletta Jacobs vroeg haar vicevoorzitter te worden, wat  er toe leidde dat Klaar Jacobs bijvoorbeeld verving toen de laatste tussen 1911 en 1913 haar wereldreis maakte. In die tijd streed de VVVK bijvoorbeeld tegen de Tariefwet-Kolkman, die door hogere invoerrechten de prijzen van levensonderhoud zou laten stijgen. Klaar werd in 1913 voorzitter van de Kiesrechtzaal bij de Tentoonstelling De Vrouw 1813-1913 en in 1915 bood ze een petitie over wettelijke gelijkstelling van mannen en vrouwen aan premier Cort van der Linden aan. Ondertussen hield ze toespraken en schreef ze pamfletten en artikelen, zoals Vrouwenkiesrecht met Aletta Jacobs. In 1917 zat ze als eerste vrouw in het hoofdbestuur van de Liberale Unie en was ze ook kandidaat voor de Tweede Kamer, waarmee ze een van de vrouwen was die door het passieve stemrecht verkozen kon worden bij de Tweede Kamerverkiezingen van 1918.

## Na het kiesrecht
Nadat in 1919 ook het actieve vrouwenstemrecht werd ingevoerd, kreeg de VVVK de naam 'Nederlandsche Vereeniging van Staatsburgeressen'. Klaar werd in 1920 voorzitter van de Vereeniging. In 1922 stopte ze echter weer met deze functie en werd ze schoolinspectrice. Ook wilde de Liberale Unie haar op een verkiesbare plaats zetten, maar zelf keerde ze liever terug naar het onderwijs. Aan haar hernieuwde onderwijscarrière kwam echter al snel een einde toen het nieuwe kabinet Colijn I het verbood dat gehuwde vrouwen het beroep van onderwijsinspecteur uitoefenden. Wel bleef Klaar onder andere een bestuurslid van de Haagse Huishoudschool en was ze hoofdredacteur van het tijdschrift 'In en om de Woning'. 
Klaars jongste zoon Wilhelmus gaf in 1947 een boek over haar leven uit, getiteld Frederike, waarin ze zelf het nawoord schreef. Tijdens haar laatste levensjaren woonde ze in een verzorgingshuis in Laag-Keppel, waar ze in 1952 stierf op bijna 91-jarige leeftijd.